# 幕末未来人
『幕末未来人』（ばくまつみらいじん）は、NHKのテレビドラマ。1977年9月5日から9月29日の毎週月 - 木曜日、18:20 - 18:39:30放送、全16話。『少年ドラマシリーズ』の一作である。

## 解説
眉村卓の短編小説『名残の雪』を原作に制作された。原作では「ぼく」が勤める雑誌社の守衛である伊藤良平の死をきっかけに、「ぼく」が伊藤さんの妻から遺品を見てくれるように頼まれ、遺品の中にあった70枚ほどのインク書きの原稿には、手記という形で伊藤とその友人である和田隆が幕末にタイムスリップした経験が綴られていた…という導入部から物語が始まる。
和田と伊藤の名前が違うことや、2人が原作では大学生であることを含め、原作にはない登場人物が何人か設定されている。脚本の蓬萊泰三によれば、2人を高校生にしたのは、少年ドラマという番組の性格上のことであり、また短編を16話に引き延ばす必要があったため、原作から「アイディアをお借りし」て制作したためとのことである（後出のシナリオ集あとがきより）。このことから、登場人物の生死や、最後に元の時代へ帰還できたかどうかについて違いがある。また、幕末時代のことは、原作では伊藤の手記を「ぼく」が読む形で進むが、ドラマ版では主に和田の視点でリアルタイムに描かれる。

## ストーリー
ある日曜の午後、高校2年生の和田文彦は、船マニアの同級生・伊藤良に連れられ横須賀に戦艦三笠を見学に来た。その三笠の司令室で、突然不思議な現象が起こる。あたりが真っ暗になった次の瞬間、2人は全く見覚えのない帆船の上にいたのである。
その後数々の不可解な事件に遭遇した2人は、どうやら百年前の幕末時代にタイムスリップしてしまったらしいことに気づく。2人は昭和の時代に帰る日まで、この時代で生き抜こうとする。だが、文彦が持っていた歴史年表が悪用され、本来の歴史とは違う、自分たちの知らない歴史が作られようとしていた。

## キャスト
- 和田文彦：星野利晴[2]
- 伊藤良：沢村正一
- ゆき：古手川祐子
- たか：万里昌代
- 仙吉：犬塚弘
- 樫岡：蟹江敬三
- 御上役：納谷悟朗
- 大津屋：田中明夫
- 番頭：坂本長利
- 桂小五郎：森下哲夫
- 幾松：日向亜希
- 沖田総司：市山登

## 放送データ
- 原作：眉村卓「名残の雪」（角川文庫『思いあがりの夏』所収）
- 脚本：蓬萊泰三
- 音楽：樋口康雄
- 制作：黛叶
- 演出：佐藤和哉（1 - 4、9 - 12話）、小山攻（5 - 8、13 - 16話）

## 関連書籍・ソフト
- DVD「NHK少年ドラマシリーズ 幕末未来人I・II・III」（2001年8月24日 - 10月26日発売、アミューズソフト[3][4]）
- シナリオ集「幕末未来人」（大和書房）